# Agronomovca
Agronomovca è un comune della Moldavia situato nel distretto di Ungheni di 1.234 abitanti al censimento del 2004.

## Località
Il comune è formato dall'insieme della seguenti località (popolazione 2004):
- Agronomovca (769 abitanti)
- Negurenii Noi (80 abitanti)
- Zăzulenii Noi (385 abitanti)